# Calycella gracilis
Calycella gracilis är en nässeldjursart som beskrevs av Gustav Hartlaub 1897. Calycella gracilis ingår i släktet Calycella och familjen Campanulinidae. Arten är reproducerande i Sverige. Inga underarter finns listade i Catalogue of Life.